# Elecciones parlamentarias de Bulgaria de 1981
Las Elecciones parlamentarias se celebraron en Bulgaria el 7 de junio de 1981. El Frente de la Patria, dominado por el Partido Comunista Búlgaro, era la única organización para disputar la elección; todas las listas de candidatos tenían que ser aprobadas por el Frente. El Frente nominó a un candidato para cada circunscripción. De los 400 candidatos, 271 eran miembros del Partido Comunista, 99 eran miembros de la Unión Nacional Agraria Búlgara y los 30 restantes no estaban afiliados. La participación electoral fue del 99,9%.

## Resultados
| Partido                 | Votos     | %     | Escaños | +/– |
| ----------------------- | --------- | ----- | ------- | --- |
| Frente de la Patria     | 6.519.674 | 99.99 | 400     | 0   |
| Oposición               | 517       | 0.01  | –       | –   |
| Votos en blanco/nulos   | 3.835     | –     | –       | –   |
| Total                   | 6.524.026 | 100   | 400     | 0   |
| Fuente: Nohlen & Stöver |           |       |         |     |